# Phlogacanthus albiflorus
Phlogacanthus albiflorus är en akantusväxtart som beskrevs av Richard Henry Beddome. Phlogacanthus albiflorus ingår i släktet Phlogacanthus och familjen akantusväxter. Inga underarter finns listade i Catalogue of Life.